# 수좌주교
수좌주교(Primate, /ˈpraˈmət/)는 특정 기독교 교회의 일부 중요한 대주교에게 부여되는 직위 또는 계급이다. 특정 전통에 따라 이는 관할권(권한의 명칭) 또는 (보통) 의례적 우선권(명예의 명칭)을 나타낼 수 있다.

## 가톨릭교회
라틴 교회에서 수좌주교는 특정(주로 대도시) 주교좌(수장좌)의 대주교이며, 해당 주교는 하나 이상의 교회 관구의 주교단보다 우선한다. 특정 역사적, 정치적, 문화적 영역. 역사적으로, 특정 교구의 수좌주교는 국가 대회를 소집하고 주재할 수 있는 권한, 대도시 재판소의 항소를 청취할 수 있는 관할권, 국가의 주권을 대행할 수 있는 권리, 대주교의 서임(즉임)을 주재하는 등의 특권을 부여받는다.